# Ivar Hammarlund
Gustaf Ivar Hammarlund, född 4 augusti 1899 i Linköping, död 22 september 1983 i Linköping, var en svensk målare och tecknare. 
Han var son till yrkesmålaren Ernst Hammarlund och Hilda Svensson. Efter avslutad skolgång arbetade han först som typograf och senare som fabriksarbetare. Under sin tid vid fabriken försökte han få ett skiftarbete för att kunna studera och arbeta med konst. Han är i det närmaste autodidakt som konstnär. År 1933 började dock Ivar Hammarlund lära sig teckna per korrespondens på ABC-skolan. Han fick där personlig kritik på varje teckning av konstnären Karl Örbo. Tillsammans med konstnärerna Torsten Andersson, Alf Gustavsson samt Eric Persson fortsatte Ivar mellan åren 1938 till 1942 på ABF som hade målarkurser under ledning av Leoo Verde som lärare. De fortsatte även när Verde efterträddes av Rolf Trolle. De fyra vännerna bildade även en amatörkonstförening, ”Fri konst”, och hyrde lokaler i korsningen av Östgötagatan och Hunnebergsgatan i kvarteret Tuppgränd där de kunde begrunda sina erfarenheter av friluftsmåleriet. Han blev heltidskonstnär 1947. Ivar Hammarlund har deltagit i Östgöta konstförenings utställningar 1941, 1944 och 1946 samt i samlingsutställningar, bland annat i Kisa 1947 och 1956, Nystedts konstsalong 1950 och på Liljevalchs i Stockholm 1963 och 1965. Separatutställningar i Linköping 1950 och (tillsammans med Sigge Ljungkvist) 1954. Ivar har företagit resor till Danmark och Norge samt Korsika. Han vistades även i Spanien och ibland tillsammans med linköpingskonstnären Ivan Ekedahl. 1971 erhöll Hammarlund ett statligt stipendium om 6000 kronor. Hammrlund är representerad i Linköpings kommun samt Östergötlands landsting. Hammarlunds konst består av landskap, ofta skogsinteriörer och gatupartier samt dekorations- och monumentalt måleri.